# Micro Matic
Micro Matic A/S er en global dansk producent af drikkevaredispensere med hovedkvarter i Odense. Deres produkter inkluderer fadølsanlæg, vindispensere, sodavandsdispensere, vanddispensere, osv., som de sælger i 120 lande. Virksomheden blev etableret i 1974 af Svend-Aage Nielsen og Carl Chr. Nielsen. Den er i 2024 fortsat i familien Nielsens eje.
Micro Matic har 1.598 ansatte (2025). I regnskabsåret 2024/25 omsatte de for 2,657 mia. kroner. I Danmark har de ca. 100 ansatte.